# جورج لو (لاعب كرة قدم بريطاني)
جورج لو (بالإنجليزية: George Law)‏ هو لاعب كرة قدم بريطاني (وحمل سابقاً جنسية المملكة المتحدة لبريطانيا العظمى وأيرلندا) في مركز الظهير، ولد في 13 ديسمبر 1885 في المملكة المتحدة. شارك مع منتخب اسكتلندا لكرة القدم. أما مع النوادي، فقد لعب مع نادي رينجرز ونادي ليدز ‏ ونادي اربوراث.

## وصلات خارجية
- جورج لو على موقع الاتحاد الإسكتلندي (الإنجليزية)
- جورج لو على موقع قاعدة بيانات كرة القدم.إي يو (الإنجليزية)